# Кельм Віктор Олегович
Віктор Олегович Кельм (нар. 2 січня 1997, Бішкек, Киргизстан) — киргизький футболіст, нападник. Виступав за національну збірну Киргизстану.

## Клубна кар'єра
Народився в Бішкеку. Розпочинав свою кар'єру в команді «Абдиш-Ата». У 2014 році допоміг команді стати срібним призером чемпіонату Киргизстану. Непогано проявляв себе, після чого наставник клубу Мірлан Ешенов викликав форварда до молодіжної збірної країни, яку він очолював паралельно. Взимку 2015 року форвард взяв участь у Кубку Співдружності. У січні 2015 року під час виступів у зимовому чемпіонату Киргизстану та одному з турнірів для молодіжних команд у Казахстані Віктора помітили тренери казахстанського «Кайрата» та запросили його до себе. Футболіст виступав за молодіжний склад клубу, але за основу так і не зіграв.
Сезон 2016 року розпочав у «Кара-Балті», проте вже влітку того ж року переїхав до Сербії, де уклав контракт із командою Першої ліги «Бежанія». За весь сезон двічі вийшов на поле. Влітку 2017 року форвард повернувся на батьківщину, перейшов до «Алаю». Разом із новим колективом Кельм став чемпіоном Киргизстану. Взимку 2020 року поповнив склад новачка ліги — «Каганат».

## Кар'єра в збірній
З 2013 по 2014 рік виступав за юнацьку збірну Киргизстану (U-17).
У 2014 та 2015 році викликався до молодіжної збірної Киргизстану.
У березні 2015 року отримав виклик головної збірної Киргизстану від тренера Олександра Крестініна на товариський матч проти Афганістану. За національну збірну Киргизстану дебютував 11 жовтня 2016 року у товариському матчі проти Туркменістану, який завершився перемогою з рахунком 1:0. Протягом 2016 року 19-річний гравець постійно перебував у таборі національних збірних, представляв юнацьку збірну (U-19), молодіжну збірну Киргизстану і дебютував за головну збірну. Згодом отримав виклик на товариські матчі, які мали відбутися 6 і 11 жовтня проти Лівану і Туркменістану.

## Досягнення
- Топ-Ліга
  -  Чемпіон (1): 2017
  -  Срібний призер (1): 2014